# Hemadsorção

(a) Superfície adsorvente
(b) Partículas adsorvidas
(c) Partículas livres.

Hemadsorção é uma reação de glóbulos vermelhos(hemácias) de aderir-se a uma partícula, por exemplo quando infectados por um vírus com envelope de hemaglutinina. O exame de hemoadsorção é usado nas ciências da saúde como exame de laboratório para alguns vírus como o adenovírus e o parainfluenza.

## Hemaglutinação
A Hemadsorção um exame similar à hemaglutinação, com a diferença de que na hemadsorção se usa uma superfície com antígenos que pode ser lavada para eliminar as substâncias que não aderiram. Na hemaglutinação os antígenos e anticorpos estão livres no líquido e substâncias como heparina devem ser usadas para evitar falsos negativos por inibidores específicos no sangue.

## Hemoadsorção viral

Adsorção viral

A Hemadsorção ocorre na presença de proteínas virais específicas (hemaglutinina) na membrana plasmática de hemácias infectadas. Os vírus usam essa proteína para aderir a células que vão infectar.
Vírus que podem ser detectados por hemoadsorção: vírus da raiva, influenza, parainfluenza, alfavírus, adenovírus, flavivirus, coronavirus, rubéola e rotavírus.
Vírus que não são detectados por hemoadsorção: herpesvirus, coxsackievirus, Echovirus e poliovirus.

## Etimologia
Hemácias são células do sangue que transportam oxigênio. Adsorção é a adesão de moléculas de um fluido (sólido, líquido ou gasoso) a uma superfície sólida. Vírus usam a glicoproteínas para adsorver células sanguíneas.